# 本日、満開ワタシ色!
「本日、満開ワタシ色!」（ほんじつ、まんかいわたしいろ!）は、2009年6月10日にジェネオン・ユニバーサルから発売されたシングル。

## 解説
歌っているのは桂ヒナギク役の伊藤静と、白皇学院生徒会三人娘役の矢作紗友里、中尾衣里、浅野真澄の3人からなるバックコーラスによる。表題曲「本日、満開ワタシ色!」は、テレビアニメ『ハヤテのごとく!!』の前期エンディングテーマとして使用された。初回限定盤（GNCA-0137）と通常盤（GNCA-0138）の2パターンがリリースされ、。前者には、ヒナギクのみ登場する全編新作アニメPVを収録したDVDが同梱されている。
曲ごとにコーラスの担当が異なるが、担当するキャラクターは全て、桂ヒナギクに縁のあるキャラクターである。オリコンの2009年6月11日付デイリーチャートで2位を獲得し、同年6月22日付ウィークリーチャートでも7位に入る等の健闘を見せた。 ハヤテのごとく!! 2nd seasonのDVDまたはBlu-rayの先行予約では、数量限定特典としてCD未収録の本日、満開ワタシ色！ HiNA-GIG ver.（ヒナギク・ソロバージョンによるアレンジ）が付属された。

## 収録曲
（全作詞：くまのきよみ、作曲：磯部篤子、編曲：増田武史）
1. 本日、満開ワタシ色! [3:46]
歌：桂ヒナギク with 白皇学院生徒会三人娘 starring 伊藤静 with 矢作紗友里&中尾衣里&浅野真澄
2. 本日、満開ワタシ色! 〜愛の手ver.〜 [3:45]
歌：桂ヒナギク with 桂雪路 starring 伊藤静 with 生天目仁美
3. 本日、満開ワタシ色! 〜逢いの手ver.〜 [3:45]
歌：桂ヒナギク with 西沢歩 starring 伊藤静 with 高橋美佳子
4. 本日、満開ワタシ色! -Instrumental- [3:46]
5. 本日、満開ワタシ色! 〜愛の手ver.〜 -Instrumental- [3:45]
6. 本日、満開ワタシ色! 〜逢いの手ver.〜 -Instrumental- [3:42]

## 収録アルバム
- HiNA2 Spring has come!!（#1）
- ハヤテのごとく! キャラクターCD COLLECTION/桂ヒナギク&西沢歩（#3）
- ハヤテのごとく! キャラクターCD COLLECTION/白皇学院生徒会三人娘&桂雪路（#1、#2）